# 式部透
式部 透（しきぶ とおる、1950年7月29日 - ）は日本の財務官僚、国際金融学者。

## 来歴
北海道出身。広島大学附属高等学校時代に1年間、アメリカで生活していた。広島大学附属高等学校を4年目で卒業し、東京大学に入学。元々は理系だったが、外交官志向の学生や国際関係に興味を持っている学生の影響で国際開発に興味を持つ。同大学教養学部国際関係論分科卒業後は同大学大学院社会学研究科国際関係論専攻に進学する。大学院を修了した1977年に大蔵省へ入省する（主税局調査課）。入省時の自己紹介で「国際開発の仕事をやると思っていたのに、こんな辛気臭いところに来るとは意外でした」というようなことを言っていたという。1979年5月 派遣職員（米州開発銀行（IDB））。1982年7月 国際金融局総務課企画調整係長。1983年7月 石巻税務署長。以降は理財局国有財産第一課、主計局主計官補佐（防衛係主査）、外務省経済協力開発機構（OECD）日本政府代表部などで勤務。1994年 長崎大学経済学部教授。1997年7月 総理府阪神・淡路復興対策本部事務局主任局員。1998年6月 金融監督庁監督部証券監督課長。2000年6月 外務省在英国大使館公使。2004年7月 金融庁総務企画局審議官（国際担当）。2006年7月 近畿財務局長。2007年7月 国際復興開発銀行（IBRD）日本代表理事。2010年7月 米州開発銀行（IDB）アジア担当顧問。2013年4月 米州開発銀行（IDB）アジア事務局長。2016年5月 ソシエテ・ジェネラル証券（株）監査役。2017年4月 あいおいニッセイ同和損害保険監査役。

## 略歴
- 1977年4月：大蔵省へ入省（主税局調査課）。
- 1979年5月：派遣職員（米州開発銀行（IDB））。
- 1982年7月：国際金融局総務課企画調整係長[3]。
- 1983年7月：石巻税務署長。
- 1984年7月：理財局国有財産第一課長補佐。
- 1986年6月：主計局主計企画官補佐（調整第一係主査）。
- 1987年7月：主計局主計企画官補佐（調整第一、三係主査）。
- 1988年6月：主計局主計官補佐（防衛第二係主査）。
- 1989年5月：外務省経済協力開発機構（OECD）日本政府代表部一等書記官。
- 1992年7月：大臣官房企画官 兼 証券局業務課。
- 1992年7月：大臣官房企画官 兼 証券局証券業務課。
- 1994年：長崎大学経済学部教授（国際経済政策論）。
- 1997年7月：総理府阪神・淡路復興対策本部事務局主任局員。
- 1998年6月：金融監督庁監督部証券監督課長。
- 2000年6月：外務省在英国大使館公使。
- 2004年7月：金融庁総務企画局審議官（国際担当）。
- 2006年7月：近畿財務局長。
- 2007年7月：国際復興開発銀行（IBRD）日本代表理事。
- 2010年7月：米州開発銀行（IDB）アジア担当顧問。
- 2013年4月：米州開発銀行（IDB）アジア事務局長。